# Kiwisat
Kiwisat es una empresa de televisión por satélite que opera en el continente americano. La empresa tiene canales en Estados Unidos (Florida, U.S. Virgin Islands, Puerto Rico y otros estados) y en América Latina. La empresa también opera en Francia y otras partes del mundo. Se centra principalmente en los planes de televisión por satélite y tiene más de 100 canales a través del satélite SES-10 de SES. Actualmente tiene su sede en Saint Martin.

## Operaciones
Kiwisat opera en Florida, Puerto Rico, y otras partes del Caribe y América Latina. La empresa también se ha asociado con SES S.A. para ampliar el acceso a la televisión en el Caribe, incluyendo Saint Martin y otras islas, que históricamente ha sido limitado. La empresa también se ha centrado en el desarrollo de infraestructuras en el Caribe que puedan soportar los fuertes huracanes que se producen periódicamente en la región.
Kiwisat se ha centrado principalmente en plataformas como los servicios directos al hogar (DTH).
En marzo de 2018, KiwiSAT lanzó una nueva plataforma DTH para ofrecer cerca de 130 canales (con 90 canales HD) de entretenimiento televisivo para todo el Caribe utilizando el satélite SES-10 a 67,0° Oeste.

## Lista de canales
Lista de canales:
| Canal                      | Número |
| -------------------------- | ------ |
| ABC-Miami                  | 10     |
| ABC-PR                     | 715    |
| AMC                        | 190    |
| Animal Planet              | 103    |
| BBC America                | 129    |
| BBC World News             | 42     |
| BET                        | 229    |
| Boomerang                  | 92     |
| Bravo                      | 195    |
| Cartoon Network            | 89     |
| CMT                        | 230    |
| CNBC                       | 32     |
| CNN                        | 38     |
| CNN en Español             | 34     |
| CNN International          | 41     |
| Comedy Central             | 131    |
| Cooking Channel            | 174    |
| Discovery Channel          | 99     |
| Discovery en Español       | 220    |
| Disney                     | 94     |
| Disney Junior              | 96     |
| Disney XD                  | 95     |
| DIY                        | 175    |
| E!                         | 190    |
| ESPN                       | 53     |
| ESPN U                     | 56     |
| ESPN 2                     | 57     |
| ESPN News                  | 55     |
| Food Network               | 170    |
| FOX Business Network       | 36     |
| FOX News Channel           | 35     |
| Freeform                   | 97     |
| FS1                        | 60     |
| FS2                        | 67     |
| FX                         | 122    |
| FXX                        | 123    |
| FYI                        | 132    |
| Golf Channel               | 66     |
| Game Show Network          | 156    |
| Hallmark Channel           | 187    |
| Hallmark Movie             | 188    |
| HGTV                       | 171    |
| History Channel            | 105    |
| History en Español         | 216    |
| HLN                        | 40     |
| IFC                        | 191    |
| Investigation Discovery    | 141    |
| Lifetime Movie             | 184    |
| Lifetime Television        | 182    |
| MLB                        | 62     |
| Motortrend                 | 152    |
| MSNBC                      | 31     |
| MTV                        | 226    |
| MTV 2                      | 227    |
| National Geographic        | 100    |
| Nat Geo Wild               | 101    |
| NBA                        | 63     |
| NBC-PR                     | 701    |
| NBC Sports                 | 65     |
| NBC Universo               | 217    |
| NFL Network                | 61     |
| NHL Network                | 64     |
| Nick Jr                    | 87     |
| Nickelodeon                | 86     |
| Nicktoons                  | 91     |
| Olympics Channel           | 72     |
| Own                        | 180    |
| Oxygen                     | 181    |
| Paramount                  | 151    |
| Science Channel            | 104    |
| SEC Network                | 58     |
| Sundance Channel           | 192    |
| Syfy                       | 192    |
| TBS                        | 121    |
| TCM                        | 119    |
| Tennis Channel             | 71     |
| TLC                        | 173    |
| TNT                        | 120    |
| Travel Channel             | 172    |
| Tru TV                     | 127    |
| TV Land                    | 130    |
| Universal Kids             | 90     |
| Univision-PR               | 711    |
| USA Network                | 125    |
| VH1                        | 228    |
| Viceland                   | 145    |
| WE TV                      | 156    |
| WAPA                       | 704    |
| WAPA 2                     | 705    |
| Weather Channel            | 25     |
| CBS-Miami                  | 12     |
| News Nation                | 30     |
| Univision-Miami            | 23     |
| PBS-Miami                  | 2      |
| Animal Planet Latino       | 405    |
| A&E                        | 128    |
| Telemundo-Miami            | 51     |
| EWTN                       | 261    |
| France 24                  | 600    |
| BVN                        | 260    |
| Telemicro                  | 435    |
| RTVE                       | 464    |
| RCN                        | 440    |
| Tooncast                   | 465    |
| FOX Sports Racing          | 402    |
| ESPN Desportes             | 69     |
| Nat Geo Mundo              | 490    |
| Pasiones                   | 471    |
| Bein Sports                | 601    |
| Bein Sports en Español     | 602    |
| FOX Soccer Plus            | 420    |
| Hallmark Drama             | 199    |
| Movieplex                  | 516    |
| Retroplex                  | 515    |
| Indieplex                  | 514    |
| Investigation Discovery LA | 408    |
| Science Channel LA         | 410    |
| Theather                   | 481    |
| Discovery World            | 480    |
| Antenna 3                  | 463    |
| Mega TV                    | 712    |
| Cine Latino                | 472    |
| Ion-Miami                  | 21     |
| TLC LA                     | 407    |
| Discovery LA               | 403    |
| Discovery Turbo LA         | 411    |
| Discovery Kids LA          | 404    |
| Home&Health LA             | 406    |
| Punto 2                    | 703    |
| WIPR                       | 706    |
| NBC-Miami                  | 6      |
| FOX-Miami                  | 7      |
| CW-Miami                   | 39     |
| Teleisla                   | 713    |